# Arboreto de Flagstaff

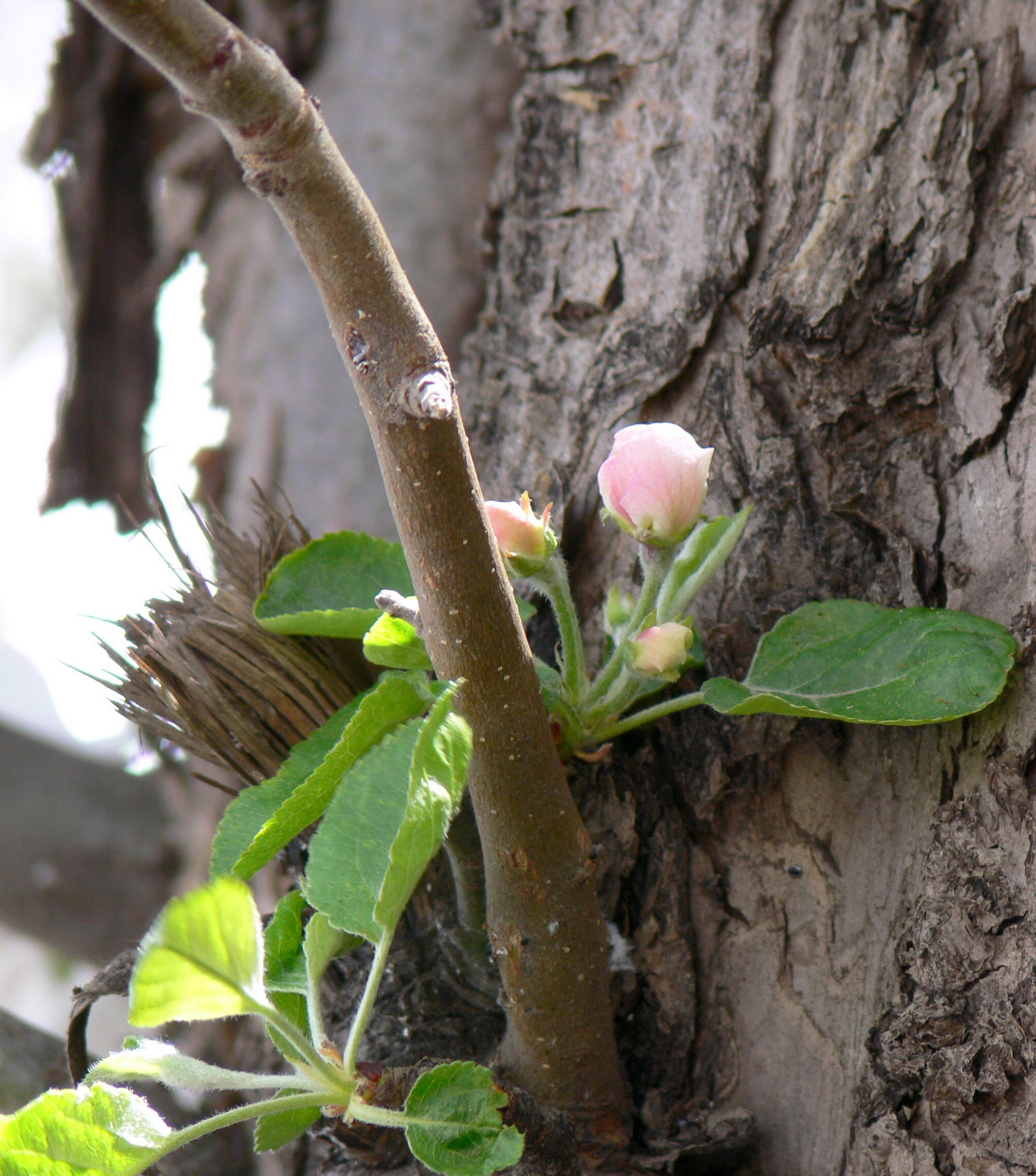
Manzano en floración.

El Arboreto de Flagstaff (en inglés: The Arboretum at Flagstaff) es un arboreto y jardín botánico de plantas tolerantes de la sequía representativas de la zona desértica de altitud de la Meseta del Colorado, de 200 acres (86 hectáreas) de extensión en Flagstaff, Arizona, Estados Unidos. 
El arboreto presenta trabajos para la Agenda Internacional para la Conservación en los Jardines Botánicos, su código de identificación internacional como institución botánica, así como las siglas de su herbario es TZHI.

## Localización
Se ubica a 3.8 millas (6 km) al sur de la mítica U.S. Route 66 en Woody Mountain Road, al oeste de Flagstaff.
The Arboretum at Flagstaff, 4001 South Woody Mountain Road Flagstaff, Coconino County, Arizona AZ 86001, United States of America-Estados Unidos de América.
Planos y vistas satelitales.35°9′37″N 111°43′53″O / 35.16028, -111.73139
La entrada es libre.

## Historia
El arboreto era originalmente un bosque y un rancho de trabajo, y el hogar de Frances McAllister a finales de la década de 1960. 
En 1981, Frances decidió comenzar a hacer realidad su viejo sueño de crear un arboreto, por lo que donó la tierra y creó su dotación financiera. 
El arboreto fue visitado por unas 24.000 personas en 2008, y además de las visitas al complejo, oferta programas de aves de presa vivo a partir de abril hasta octubre. 
El arboreto es también la sede del centro de investigación de Merriam-Powell, la Merriam-Powell Research Station.

## Colecciones
El arboreto alberga unas 2,500 especies de plantas nativas tolerantes de la sequía que son una muestra representativa del desierto de altitud de la meseta del Colorado, que incluye el parque nacional del Gran Cañón y el Zion National Park.
- El número de Accesiones de plantas vivas es de 1763
- El número de taxones en cultivo es de 2457

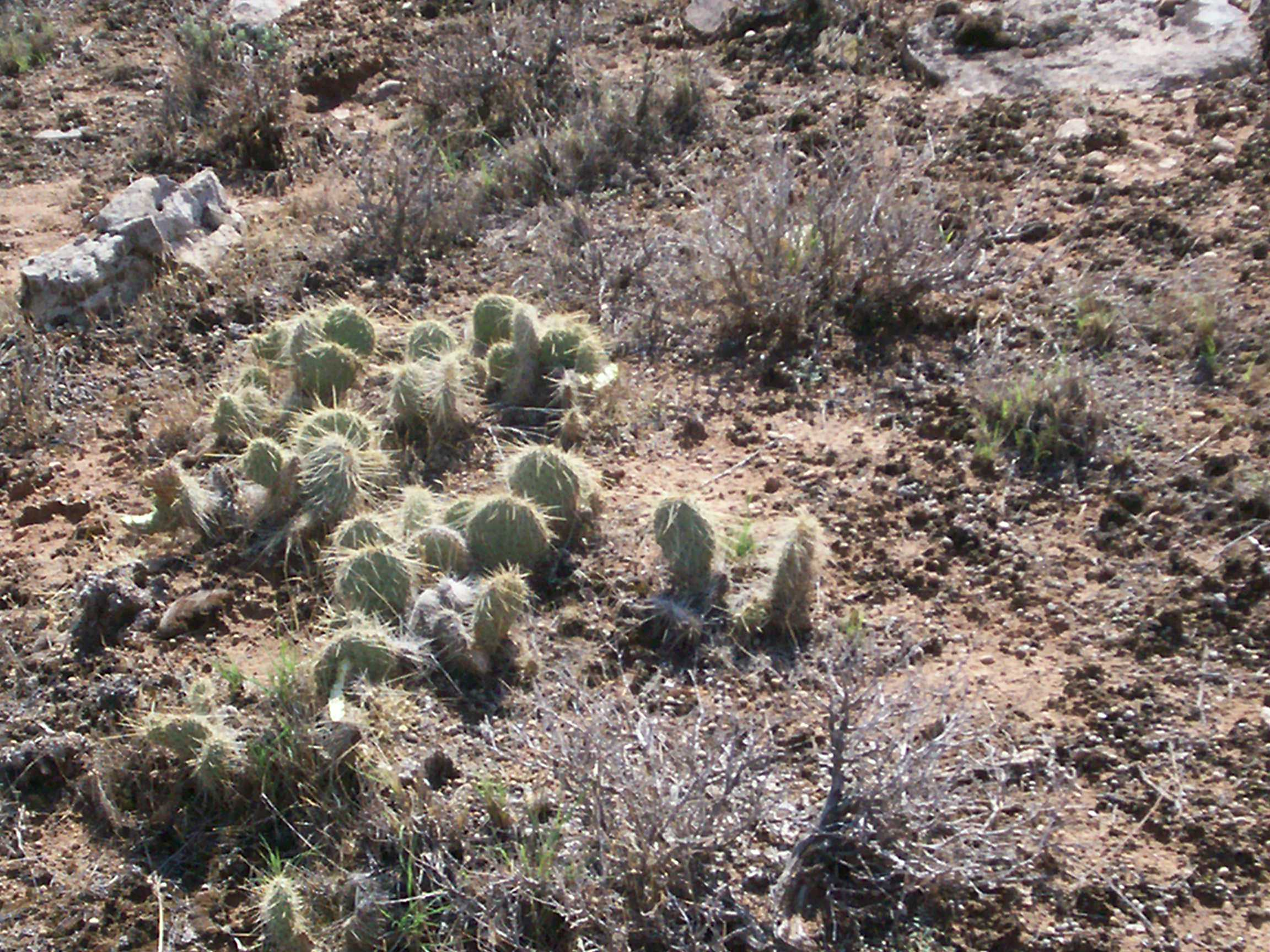
Los "Prickly Pear cactus" (Opuntia ssp.) son muy comunes en la región de la meseta del Colorado.

La misión primordial del arboreto de Flagstaff es aumentar la comprensión, el aprecio, y la conservación de plantas y de las comunidades de plantas nativas de la meseta del Colorado, identificar, para evaluar, para exhibir, y para introducir las plantas adaptables a las condiciones climáticas y al suelo del medioambiente de Flagstaff, Arizona, para buscar a través de soluciones innovadoras por la investigación científica, aplicaciones en la conservación de este medioambiente de gran altitud, y para desarrollar los programas educativos que aumentarán la comprensión de la necesidad de una sabia administración de este especial medioambiente natural.

## Actividades
En este centro se despliegan una serie de actividades a lo largo de todo el año:

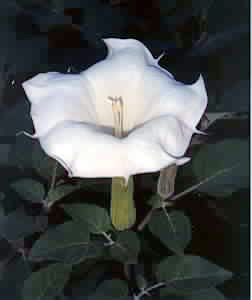
Datura inoxia planta de la Colorado Plateau.

- Programas de conservación
- Programas de conservación « Ex Situ »
- Biotecnología
- Estudios de nutrientes de plantas
- Ecología
- Conservación de Ecosistemas
- Control de especies invasoras
- Horticultura
- Restauración Ecológica
- Sistemática y Taxonomía
- Sostenibilidad
- Programas educativos
- Banco de germoplasma
- Index Seminum
- Exhibiciones de plantas especiales
- Cursos para el público en general
- Centro de visitantes con fines educativos
- Sociedad de amigos del botánico